# Pasaje del medio

Los productos comerciales de Europa se enviaban a África para su venta y se intercambiaban por africanos esclavizados. A su vez, los africanos eran llevados a las regiones representadas en azul, en lo que se conoció como el «Pasaje del medio». Los esclavos africanos eran luego intercambiados por materias primas, que eran devueltas a Europa para completar el Comercio triangular.

El Pasaje del medio fue la etapa del comercio triangular en el que millones de africanos, fueron enviados al Nuevo Mundo como parte del comercio de esclavos en el Atlántico. Los barcos partían de Europa hacia los mercados africanos con productos manufacturados, que eran comercializados por africanos comprados o secuestrados, que eran entonces transportados a través del comercio atlántico de esclavos; los esclavos eran vendidos o intercambiados por materias primas, que serían transportadas de vuelta a Europa para completar el viaje. Los viajes en el Pasaje del medio eran realizadas por grandes empresas financieras, generalmente organizadas por compañías o grupos de inversionistas en lugar de individuos.
El Pasaje del medio se consideró un tiempo de intermediación para aquellos que se intercambian de África a América. La cercanía y la división intencional de las comunidades africanas preestablecidas por la tripulación del barco motivaron a los africanos cautivos a forjar lazos de parentesco que luego crearon comunidades transatlánticas forzadas.
Comerciantes de las Américas y el Caribe recibieron a los esclavos africanos. Las potencias europeas como Portugal , Inglaterra , España , Francia , los Países Bajos , Dinamarca-Noruega , Suecia y Brandeburgo , así como los comerciantes de Brasil y América del Norte, participaron en este comercio. Los esclavos africanos provenían en su mayoría de ocho regiones: Senegambia, Alta Guinea, Costa de Barlovento, Costa de Oro, Golfo de Benín, Golfo de Biafra, Oeste Central de África y Sudeste de África.
Se estima que el 15% de los africanos murieron en el mar, con tasas de mortalidad considerablemente más altas que en la misma África en el proceso de captura y transporte de indígenas a los barcos. El número total de muertes africanas directamente atribuibles al viaje del Pasaje del medio se estima en hasta dos millones; una visión más amplia de las muertes en África directamente atribuibles a la institución de la esclavitud desde 1500 hasta 1900 sugiere hasta cuatro millones de muertes en África.
Durante doscientos años, 1440-1640, los esclavistas portugueses tuvieron un monopolio cercano en la exportación de esclavos de África. Durante el siglo XVIII, cuando el comercio de esclavos transportaba a unos 6 millones de africanos, los esclavistas británicos llevaban casi 2,5 millones.

## Viaje

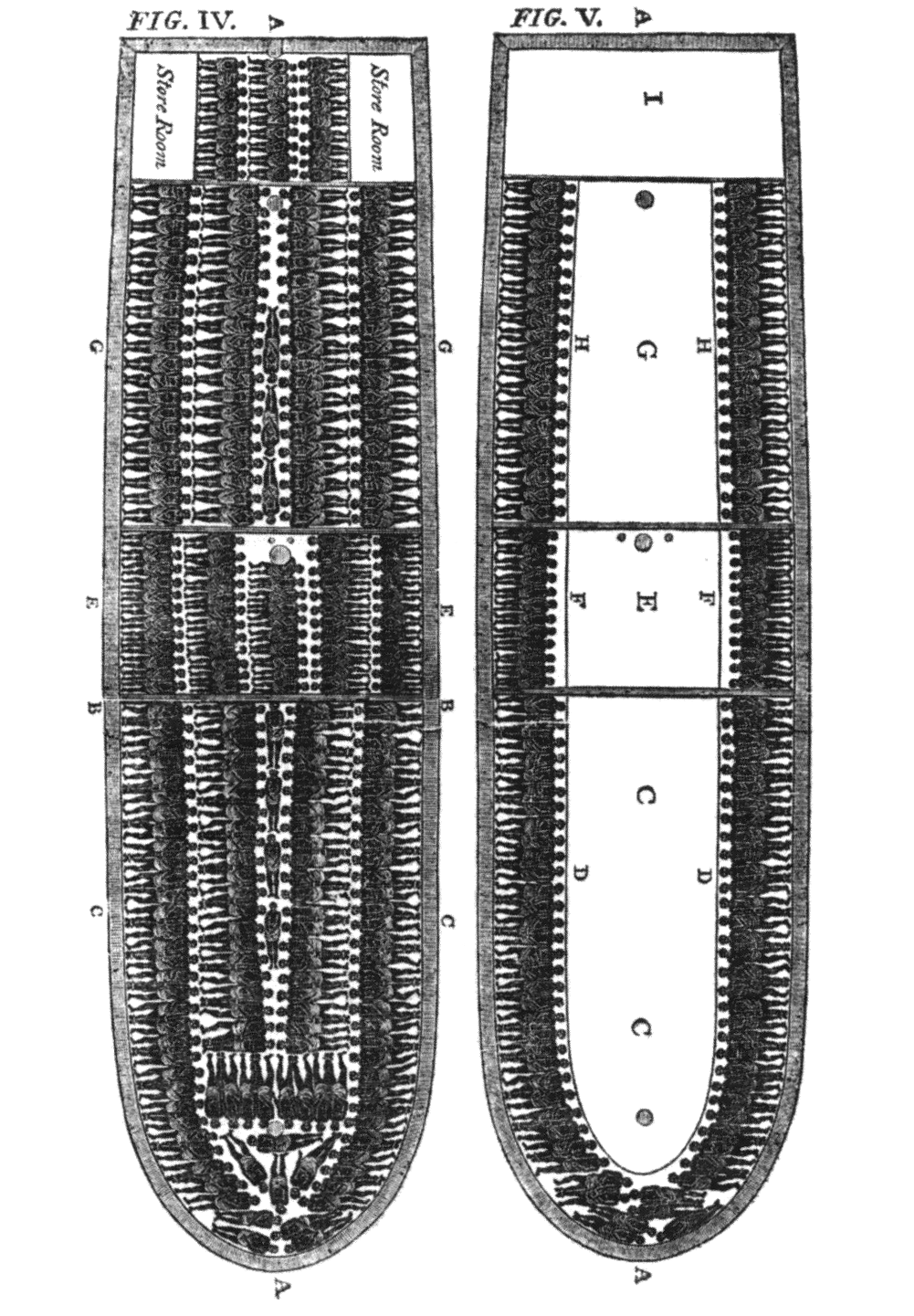
Diagrama de un barco de esclavos del comercio de esclavos del Atlántico, entre 1790 y 1791.

La duración del viaje transatlántico varió ampliamente, de uno a seis meses, dependiendo de las condiciones climáticas. El viaje se hizo más eficiente a lo largo de los siglos; mientras que un viaje transatlántico de principios del siglo XVI duraba de promedio varios meses, en el siglo XIX el cruce a menudo requería menos de seis semanas.
Se cree que los reyes africanos, los señores de la guerra y los secuestradores privados vendieron cautivos a los europeos que tenían varias fortalezas costeras. Los cautivos usualmente fueron llevados a la fuerza a estos puertos a lo largo de la costa occidental de África, donde fueron mantenidos para su venta a los traficantes de esclavos europeos o estadounidenses en los barracones. Los barcos de esclavos típicos contenían varios cientos de esclavos con unos 30 miembros de tripulación.
Los cautivos masculinos normalmente estaban encadenados en pares para ahorrar espacio; pierna derecha a la pierna izquierda del siguiente hombre, mientras que las mujeres y los niños pueden haber tenido algo más de espacio. Las cadenas o los puños de las manos y las piernas eran conocidos como bilboes, que se encontraban entre las muchas herramientas del comercio de esclavos, y que siempre escaseaban. Los bilboes se usaban principalmente en los hombres, y consistían en dos grilletes de hierro atados a un poste y generalmente se sujetaban alrededor de los tobillos de dos hombres.

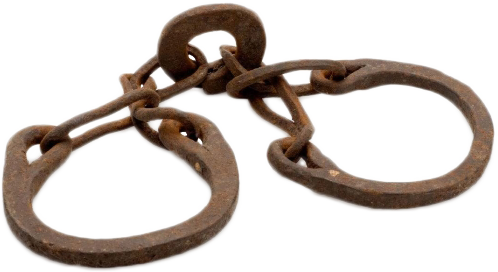
Grilletes de esclavos

En el mejor de los casos, los cautivos fueron alimentados con frijoles, maíz, ñame, arroz y aceite de palma. Los esclavos fueron alimentados con una comida al día con agua, en todo caso. A veces, a los cautivos se les permitía moverse durante el día, pero muchos barcos mantenían las cadenas durante todo el arduo viaje. A bordo de ciertos barcos franceses, los esclavos fueron llevados a cubierta para recibir periódicamente aire fresco. Mientras que a las esclavas normalmente se les permitía estar en cubierta con más frecuencia, los esclavos varones serían vigilados de cerca para evitar la revuelta cuando estaban sobre cubierta.
Los esclavos debajo de las cubiertas vivieron durante meses en condiciones de miseria y indescriptible horror. La propagación de enfermedades y la mala salud fue uno de los mayores asesinos. Las tasas de mortalidad eran altas, y la muerte hizo que estas condiciones debajo de las cubiertas fueran todavía peores. A pesar de que los cadáveres fueron arrojados por la borda, muchos miembros de la tripulación evitaron entrar en la bodega. Los esclavos que ya habían sido maltratados no siempre fueron encontrados inmediatamente. Muchos de los esclavos vivos podían haber sido encadenados a alguien que estuvo muerto durante horas y, a veces, días.
La mayoría de los historiadores contemporáneos estiman que entre 9.4 y 12 millones de africanos llegaron al Nuevo Mundo. La enfermedad y la inanición debidas a la longitud del pasaje fueron los principales contribuyentes a la cifra de muertos con la disentería amebiana, el escorbuto, viruela, sífilis, sarampión y otras enfermedades que se propagaban rápidamente en los compartimientos del cuarto cercano. La tasa de muerte aumentó con la duración del viaje, ya que la incidencia de disentería y de escorbuto aumentó con períodos más largos en el mar a medida que la calidad y la cantidad de alimentos y agua disminuyeron. Además de la enfermedad física, muchos esclavos se deprimían demasiado para comer o funcionar de manera eficiente debido a la pérdida de la libertad, la familia, la seguridad y su propia humanidad.

### Tecnologías de navegación

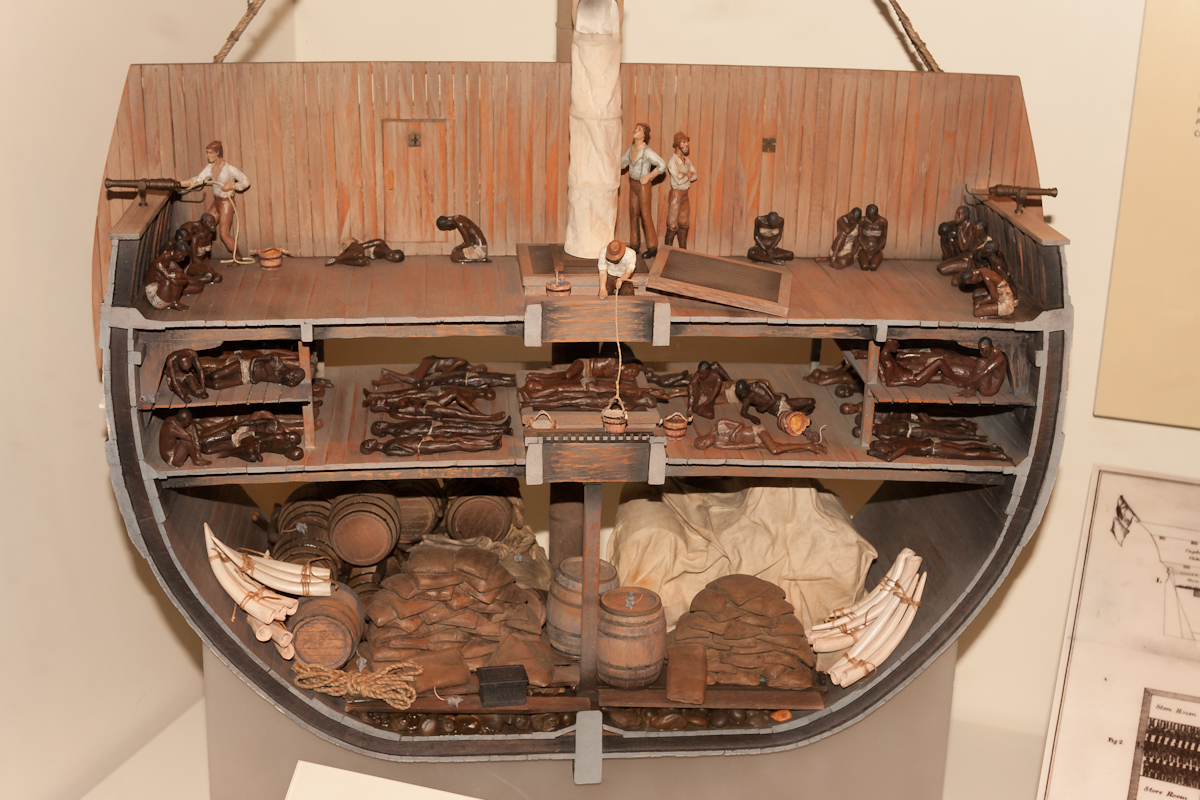
Este modelo muestra un barco típico a principios del en el Pasaje del medio. Para preservar sus ganancias, los capitanes y los marineros intentaron limitar las muertes de esclavos por enfermedades, suicidios y recolectos. En la espeluznante aritmética de la trata de esclavos, los capitanes generalmente eligen entre dos opciones: acomodar la mayor cantidad posible de esclavos y esperar que la mayoría sobreviva, o poner menos a bordo, mejorar las condiciones entre las cubiertas y esperar perder menos a causa de la enfermedad.Museo Nacional de Historia Estadounidense (Washington).

La necesidad de ganancias en la economía de mercado atlántica del siglo XVIII impulsó cambios en los diseños de los barcos y en la gestión de la carga humana, que incluía a esclavos africanos y la tripulación mayoritariamente blanca. Las mejoras en el flujo de aire a bordo de los barcos ayudaron a disminuir la tasa de mortalidad infame por la que estos barcos se hicieron conocidos a lo largo de los siglos XVI y XVII. Los nuevos diseños que permitieron a los barcos navegar más rápido y en las bocas de los ríos aseguraron el acceso a muchos más puestos de esclavos a lo largo de la costa de África Occidental. El valor monetario de los africanos esclavizados en cualquier bloque de subasta estadounidense dado a mediados del siglo XVIII osciló entre 800 y 1,200 $, lo que en tiempos modernos equivaldría a $ 32,000–48,000 $ cada uno —100 $ entonces representan 4,000 $ debido a la inflación—. Por lo tanto, los capitanes de barcos y los inversores buscaron tecnologías que protegerían su carga humana.

A lo largo del auge del comercio de esclavos en el Atlántico (1570–1808), los barcos de esclavos eran normalmente más pequeños que los barcos de carga tradicionales, con la mayoría de los barcos de esclavos que pesaban entre 150 y 250 toneladas. Esto equivale a aproximadamente 350 a 450 esclavos africanos en cada barco de esclavos, o 1.5 a 2.4 por tonelada. Los barcos ingleses de la época normalmente caían en el lado más grande de este espectro y los franceses en el lado más pequeño. Los barcos diseñados específicamente para ser más pequeños y más maniobrables estaban destinados a navegar por los ríos costeros africanos hacia puertos interiores más lejanos; estas naves por lo tanto aumentaron los efectos del comercio de esclavos en África.

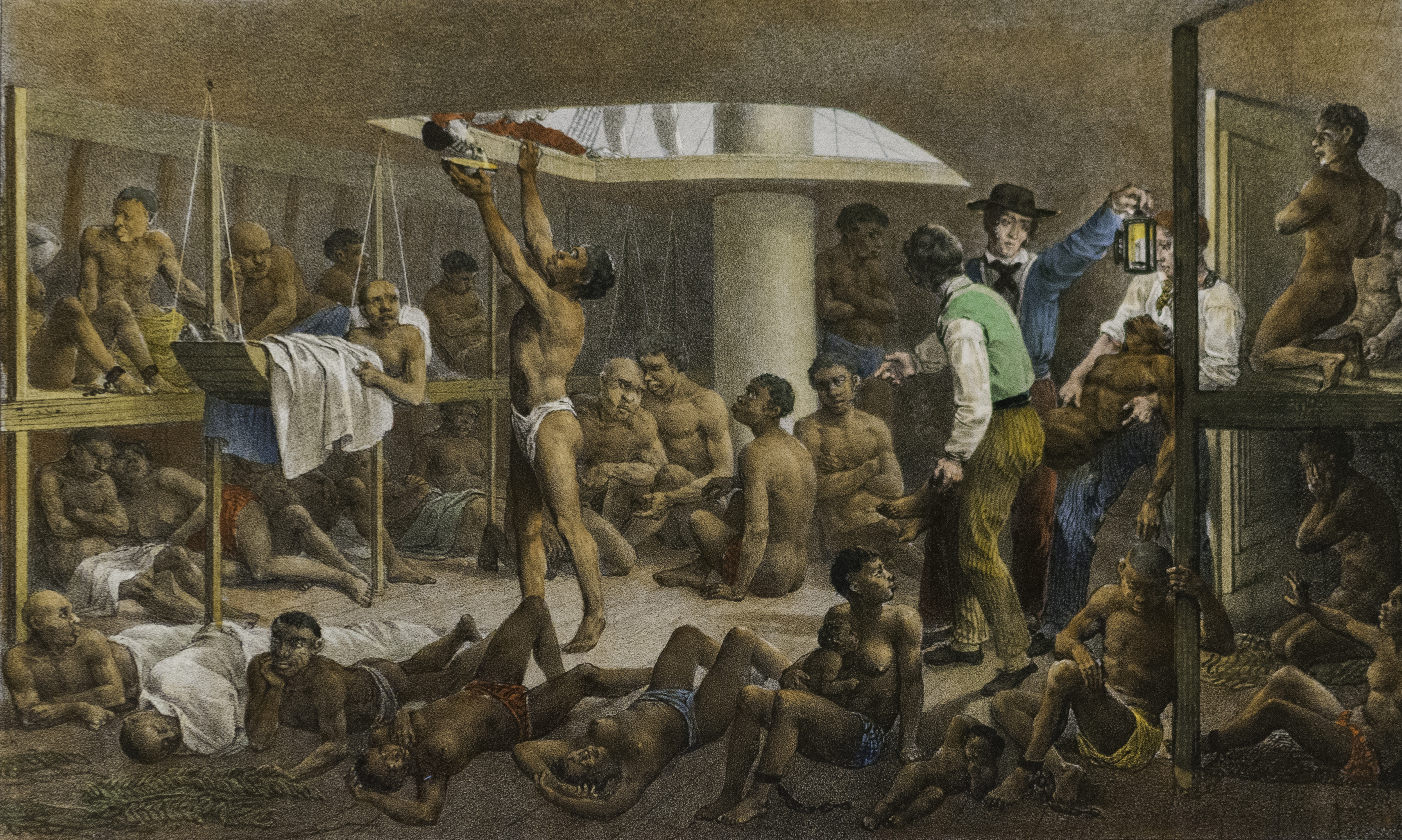
Negros en la parte inferior de la bodega de un barco esclavo con escotilla abierta. Pintura realizada por Mauricio Rugendas.

 Además, el tamaño de los barcos aumentó ligeramente a lo largo de la década de 1700; sin embargo, el número de africanos esclavizados por barco siguió siendo el mismo. Esta reducción en la proporción de africanos esclavizados con respecto al tonelaje de embarcaciones se diseñó para aumentar la cantidad de espacio por persona y, por lo tanto, mejorar las posibilidades de supervivencia de todos a bordo. Estos barcos también tenían cubiertas de almacenamiento temporal que estaban separadas por un espacio abierto. Enrejados o con mampara de rejilla, los maestros de barcos probablemente usarían estas cámaras para dividir a los esclavos africanos y ayudar a prevenir el motín. Algunos barcos desarrollados a finales del siglo XIX tenían puestos de ventilación integrados en los costados y entre los puestos de las armas —con escotillas para evitar las inclemencias del tiempo—. Estos diseños de plataforma abierta aumentaron el flujo de aire y, por lo tanto, ayudaron a mejorar las tasas de supervivencia, disminuyendo las posibles pérdidas de inversión.
Otro factor importante en la «protección de la carga» fue el aumento en el conocimiento de enfermedades y medicamentos —junto con la inclusión de una variedad de medicamentos en los barcos—. Primero, la Compañía Neerlandesa de las Indias Orientales en el siglo XVIII, seguida por algunos otros países y compañías a finales del mismo siglo y principios del XIX, se dieron cuenta de que la inclusión de cirujanos y otros médicos en los barcos era un esfuerzo que resultó demasiado costoso para los beneficios que reportaban. Así que, en lugar de incluir personal médico, únicamente abastecieron a los barcos con una gran variedad de medicamentos; si bien esto era mejor que ningún medicamento, dado el hecho de que muchos miembros de la tripulación tenían al menos una idea de cómo se propagaba la enfermedad, pero sin la inclusión de personal médico, la tasa de mortalidad seguía siendo muy alta en el siglo XVIII.

### Trato al esclavo y resistencia
El trato de los esclavos fue horrible porque los hombres y mujeres africanos capturados eran considerados menos que humanos; eran «carga», o «bienes», y tratados como tales; eran transportados para su comercialización. Las mujeres con hijos no eran tan deseables porque ocupaban demasiado espacio y los niños pequeños no gustaban debido al mantenimiento diario.

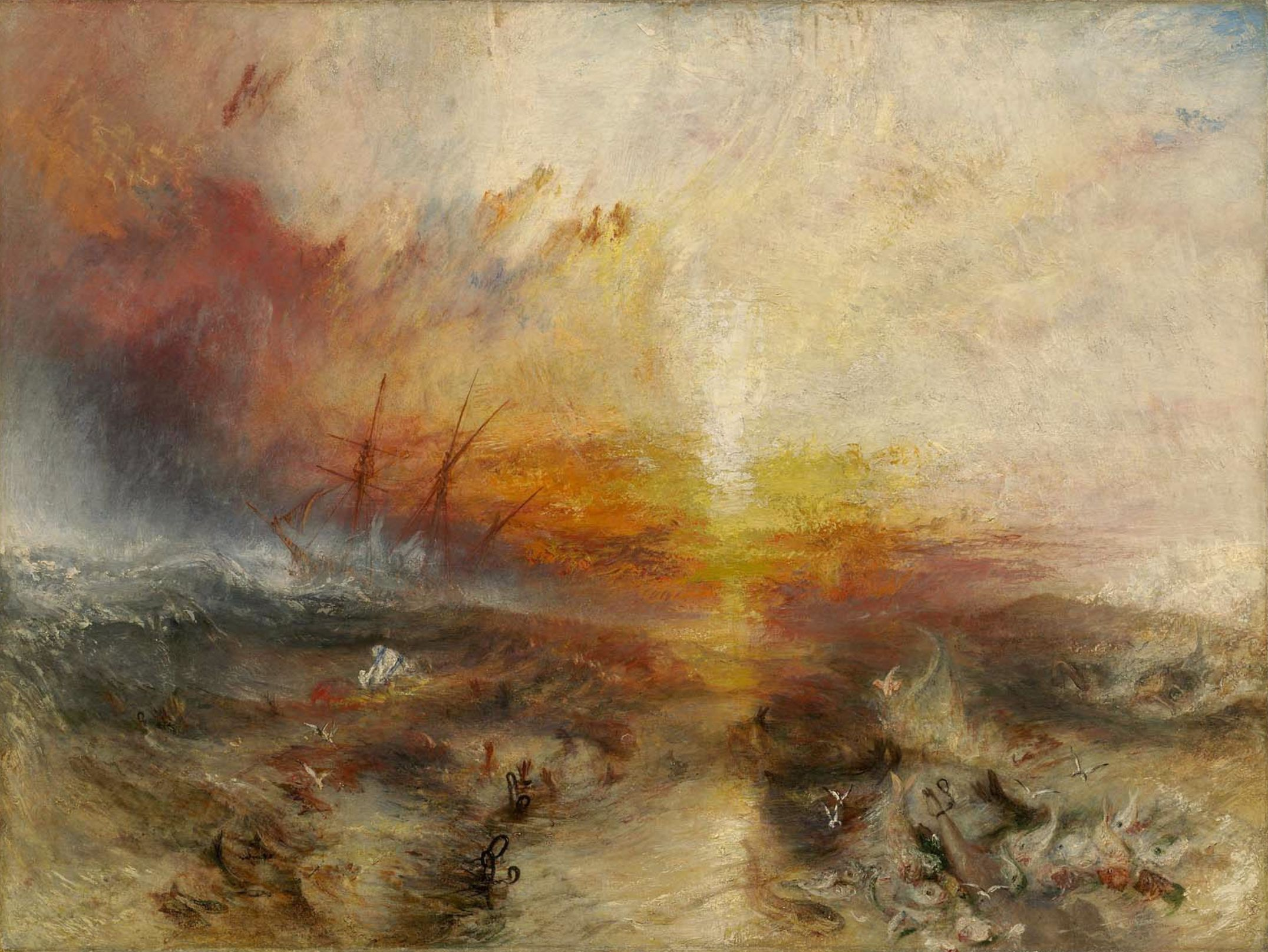
Barco de esclavos, pintura de J. M. W. Turner sobre el asesinato en masa de esclavos, inspirado en la masacre del Zong.

Por ejemplo, un barco esclavista llamado Zong, transporta demasiados esclavos en un viaje al Nuevo Mundo en 1781, cuando el barco zarpó de Acra lo hizo con 442 esclavos había adquirido más del doble de personas que podía transportar de manera segura. El hacinamiento combinado con la desnutrición y la enfermedad mató a varios miembros de la tripulación y alrededor de 60 esclavos. El mal tiempo hizo que el Zong hiciera un viaje lento y la falta de agua potable se convirtió en una preocupación. La tripulación decidió ahogar a algunos esclavos en el mar, para conservar el agua y permitir que los propietarios cobraran un seguro por la «carga perdida»; dicho seguro del barco cubría la pérdida de esclavos a 30 libras por persona. Alrededor de 130 esclavos fueron asesinados y otros diez optó por suicidarse, saltando al agua voluntariamente.. El incidente de Zong se convirtió en combustible para el movimiento abolicionista en el Reino Unido y un caso judicial importante, ya que la compañía de seguros se negó a compensar la pérdida; los eventos Zong fueron cada vez más citados como un poderoso símbolo de los horrores del Pasaje del medio de los esclavos al Nuevo Mundo.
Las mujeres embarazadas en los barcos que entregaron a sus bebés a bordo tuvieron que arriesgar la posibilidad de que mataran a sus hijos para poder vender a las madres. Los peores castigos eran por rebelarse; en un caso, un capitán castigó una rebelión fallida matando inmediatamente a un esclavo involucrado y obligando a otros dos esclavos a comerse su corazón y su hígado.
Como una forma de contrarrestar las enfermedades y los intentos de suicidio, la tripulación obligaba a los esclavos a subir a la cubierta de la nave para hacer ejercicio, lo que generalmente provocaba palizas porque los esclavos no estarían dispuestos a bailar por ellos o interactuar. Estas palizas a menudo eran severas y podían hacer que el esclavo muriera o se volviera más susceptible a las enfermedades.

#### Suicidio
Los esclavos resistieron de muchas maneras. Los dos tipos más comunes de resistencia fueron la negativa a comer y el suicidio. El suicidio era un hecho frecuente, a menudo por rechazo de alimentos o medicamentos o saltar por la borda, así como por alguna variedad de otros medios oportunos. Si un esclavo saltaba por la borda, a menudo se dejaba ahogar o se disparaba desde el barco. A lo largo de los siglos, se entendió que algunos pueblos africanos, como el pueblo Kru, tenían un valor por debajo de la categoría de esclavos, porque tenían una reputación de ser demasiado orgullosos para la esclavitud y que intentaban suicidarse inmediatamente después de perder su libertad.
El suicidio como la auto hambruna fueron prevenidos tanto como fue posible por las tripulaciones de esclavos; los esclavos a menudo eran alimentados a la fuerza o torturados hasta que comían, aunque algunos todavía se las arreglaban para morir de hambre; a los esclavos se les mantenían alejados de los medios de suicidio, y los lados de la cubierta a menudo estaban ocultos. A pesar de esto, los esclavos seguían teniendo éxito, especialmente al saltar por la borda. A menudo, cuando un levantamiento fallaba, los amotinados saltaban «en masa» al mar. Los esclavos generalmente creían que si saltaban por la borda, serían devueltos a sus familiares y amigos en su aldea o a sus antepasados en la otra vida.
Este tipo de suicidio fue un problema tal que los capitanes tuvieron que enfrentarlo directamente en muchos casos. Usaron los tiburones que seguían a los barcos como un arma de terror. Un capitán, que tuvo una serie de suicidios en su barco, tomó a una mujer y la hundió en el agua con una cuerda, y la sacó lo más rápido posible. Cuando apareció a la vista, los tiburones ya la habían matado y mordido la mitad inferior de su cuerpo.

#### Identidad y comunicación
Para interactuar entre sí en el viaje, los esclavos crearon un sistema de comunicación sin el conocimiento de los europeos: construían coros en los pasillos utilizando sus propias voces y sus mismos cuerpos; el diseño hueco de las naves permitió a los esclavos usarlo como instrumento de percusión y amplificar sus canciones. Esta combinación de «instrumentos» fue tanto una forma de comunicación de los esclavos como una nueva identidad, ya que los esclavistas intentaron despojarlos de esto. Aunque la mayoría de los esclavos provenían de diversas regiones de África, su situación les permitió unirse y crear una nueva cultura e identidad a bordo de los barcos con un lenguaje y un método de comunicación comunes:

Todos los sonidos de respuesta permitieron a hombres y mujeres que hablaban diferentes idiomas comunicarse sobre las condiciones de su cautiverio. De hecho, a bordo del Hubridas, lo que comenzó como murmullos y transformándose en una canción, estalló en poco tiempo en los gritos y exclamaciones de una revuelta coordinada.

Esta comunicación era una subversión directa de la autoridad europea y permitía a los esclavos tener una forma de poder e identidad que de otro modo estaba prohibida. Además, tal organización y unión permitieron que las revueltas y los levantamientos fueran coordinados y exitosos en ocasiones.

#### Levantamientos
A bordo de los barcos, los cautivos no siempre estaban dispuestos a seguir órdenes. A veces reaccionaban con violencia. Los barcos de esclavos fueron diseñados y construidos para intentar evitar que los esclavos se rebelaran. La resistencia entre los esclavos generalmente terminaba en fracaso y los participantes en la rebelión eran castigados severamente. Aproximadamente uno de cada diez barcos experimentó algún tipo de rebelión.

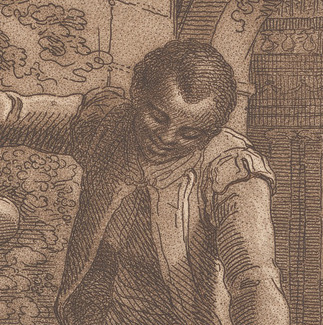
Detalle de la obra Richard y María Cosway, y Ottobah Cugoano, por Richard Cosway.(1784)

Quobna Ottobah Cugoano, que fue sacado de África como esclavo cuando era un niño, más tarde describió un levantamiento a bordo del barco en el que fue transportado a las Indias Occidentales:

Cuando nos encontramos, por fin, retirados, la muerte era más preferible que la vida, y se concertó un plan entre nosotros para quemar y volar el barco y perecer todos juntos en las llamas.

El número de rebeldes varió ampliamente; a menudo los levantamientos terminaban con la muerte de unos pocos esclavos y tripulantes. Los rebeldes supervivientes fueron castigados o ejecutados como ejemplos a los otros esclavos a bordo.

#### Religión africana
Los esclavos también resistieron a través de ciertas manifestaciones de sus religiones religión tradicional africana y la mitología. Solicitaban a sus dioses protección y venganza sobre sus captores, y también intentarían maldecir y dañar a la tripulación usando ídolos y fetiches. Una tripulación encontró fetiches en su suministro de agua, colocados por esclavos que creían que matarían a todos los que la bebieran.

#### Marineros y tripulación

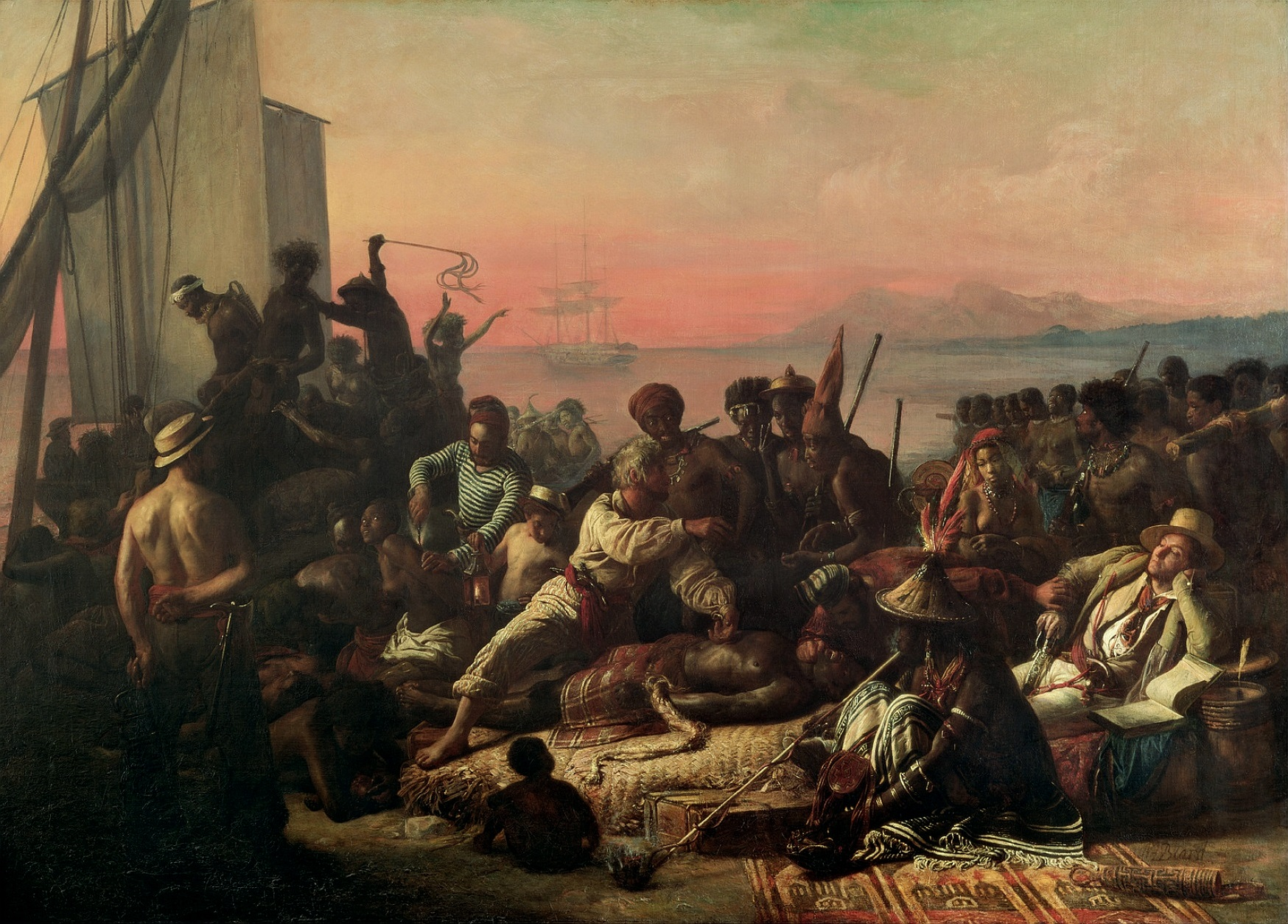
Pintura sobre el Comercio de esclavos en África.

Si bien los propietarios y los capitanes de los barcos de esclavos esperaban grandes ganancias, los marineros a menudo sufrían malos pagos y estaban sujetos a una disciplina brutal. Se esperaba una tasa de mortalidad de la tripulación de alrededor del 20% durante un viaje, y los marineros morían como resultado de enfermedades, flagelación o levantamientos de esclavos.
Los marineros solían ser empleados por coacción, ya que generalmente conocían y odiaban el comercio de esclavos. En las ciudades portuarias, los reclutadores y los dueños de tabernas inducían a los marineros a que se emborracharan y se endeudaran, y luego ofrecieran pagar su deuda si firmaban contratos con barcos de esclavos. Si no lo hacían, serían encarcelados. Los marineros en prisión tenían dificultades para conseguir trabajos fuera de la industria de los barcos de esclavos, ya que la mayoría de las otras industrias marítimas no los contratarían, por lo que se vieron obligados a ir a los barcos de esclavos de todos modos.